# Supermarine Scimitar
A Supermarine Scimitar egy brit hajófedélzeti vadászrepülőgép volt, melyet a Royal Navy Fleet Air Arm üzemeltetett. Prototípusa 1956 januárjában repült először, a szériapéldányok szállítását 1957-ben kezdték. 1958-ban a Royal Navy első nyilazott szárnyú repülőeszközeiként álltak szolgálatba. A hagyományos fegyvereken kívül nukleáris töltetű bombákat is hordozhattak.

## Tervezés és fejlesztés
A Scimitar sorozatgyártásáig hosszú út vezetett, ami azzal kezdődött, hogy a Royal Navy vezetése rögtön a második világháború befejezését követően eldöntötte, átáll a dugattyús motoros gépekről a sugárhajtásúakra. A hordozókról történő üzemeltetés azonban már a sokkal nagyobb sebességű és nehezebb gázturbinás gépek megjelenése előtt is eléggé veszélyes volt. A kockázat minimalizálása érdekében fontolóra vett elképzelések közül az egyik legszokatlanabb a súlycsökkentést és a leszálláskori balesetek megelőzését egyaránt szolgáló rugalmas gumifedélzeté volt. Erre biztonságosan érkezhettek le a futómű nélkül készült, ezért könnyebb gépek, amiket speciális katapulttal indítottak. Az admiralitás azonban 1947-ben feladta a tervet, mivel nyilvánvalóvá vált, hogy a hasra leszállt gépek körülményes mozgatása harci helyzetben lehetetlenné tenné a bevetések végrehajtását. A Supermarine mérnökei éppen addigra tervezték meg a Type 505 jelű középszárnyas kísérleti együléses gépet, melybe két, egyenként 29 kN tolóerejű, a törzsbe egymás mellé épített Rolls-Royce AJ65-ös hajtóművet, kormányzására pedig pillangó vezérsíkot szántak.
Mivel az admiralitás meggondolta magát, így a Type 505-re orrkerekes elrendezésű futóművet szerkesztettek, és hogy a trapéz alakú szárnyba elférjenek a főfutók, a profilt 9%-kal megvastagították. Ez a nagyobb emelkedőképességű 31,6 m²-es hordfelület ráadásul a számítások szerint javította a kis magasságú és a leszálláskori repülési tulajdonságokat is. A Type 508-ra átszámozott tervet a flotta 9/47-es jelű sugárhajtású kerekes vadászgép elkészítésére kiadott pályázatára nyújtották be. A pályázatot megnyerték, és a megállapodást három kísérleti példány elkészítéséről írták alá. A VX133-as lajstromjelű első gép 1951. augusztus 31-én Boscombe Down betonjáról szállt fel, fülkéjében Mike Lithgow korvettkapitánnyal.
A berepülés során nem voltak problémák, és a gépet ősszel kiállították Farnborough-ban. A hajtóművek 29 kN tolóerejű Rolls-Royce Avon RA3-asok voltak. A 12,5 méteres fesztávolságú, 15,24 méter hosszú, 3,75 méter magas gép szerkezeti tömege 8,5 tonnát, legnagyobb felszálló súlya pedig 11,6 tonnát tett ki. Az 508-as 970 km/h (0,89 Mach) csúcssebesség és 15 240 méteres legnagyobb magasság elérésére volt képes.
A második prototípus abban különbözött, hogy a beömlők alá két-két 30 mm-es ADEN gépágyút építettek, csövenként 160 darabos lőszer-javadalmazással. Az 529-es gyári jelölést és a VX136-os lajstromjelet kapott gép 1952. augusztus 29-én repült először. 1953-ban mindkét prototípust intenzív próbáknak vetették alá az Eagle repülőgép-hordozó fedélzetén. Felszállótulajdonságait katapult alkalmazásával és anélkül egyaránt jóra értékelték, akárcsak emelkedési jellemzőit. A VX136-os az év végéig két kényszerleszállást hajtott végre. Másodjára azonban annyira megrongálódott, hogy javítását gazdaságtalannak ítélték és december végén kiselejtezték.
1954. április 27-én először emelkedett a magasba a Type 525-ös gyári számú, VX138 lajstromjelű harmadik prototípus, melynek sárkánya jelentősen eltért az előző kettőétől. Ez a prototípus tekinthető a Scimitar közvetlen elődjének. Módosították a futószárakat, emellett a legfeltűnőbb változások a hagyományos farokkialakítás és a 45°-ban hátranyilazott szárnyak voltak. A hajtóművek 33,3 kN tolóerejű Avon RA7-esek voltak, melyek 1041 km/h (0,95 Mach) maximális sebesség elérését tették képessé az üresen 9, feltöltve 12,8 tonna tömegű, 16,16 méter hosszú és 4,54 méter magas gépet. A fesztávolság 11,3 méterre csökkent, viszont a szárnyfelület 41,8 m²-re nőtt. Az 525-ösön réselt fékszárnyakat és orrsegédszárnyakat alkalmaztak, továbbá a kis sebességű manőverező-képesség javítására határréteg-lefúvást is.
1955. július 5-én 3000 méteres magasságban, normál repülés közben a gép dugóhúzóba esett. Rickell korvettkapitány még megpróbálta megmenteni a gépet, melynek következtében későn katapultált. A fülketetőt még le tudta dobni, az ülése is kirepült, de az ernyő már nem nyílt ki. A pilóta repülőhalált halt, az 525-ös megsemmisült.
A szerencsétlenség ellenére a Royal Navy olyan gépet rendelt, ami az 525-ösön alapult. A flottától N113-as jelzést kapott változat azonban jócskán eltért tőle. Az együléses vadászt ugyanis csapásmérővé kellett alakítani, azzal a képességgel kiegészítve, hogy nukleáris bombát is célba tudjon juttatni. Az új gép az 544-es gyári jelzést viselte, melyből három prototípust rendeltek meg. Az első, WT854-es lajstromjelű példány 1956. január 19-én szállt fel. A hajtóművek 44,4 kN tolóerejű Avon RA24-esek voltak. Ezek 3660 méter/perces emelkedőképesség, 1202 km/h (0,98 Mach) maximális sebesség és 14 000 méteres csúcsmagasság elérésére tették képessé a 10,8 tonna szerkezeti tömegű, teljes terheléssel 15,5 tonna súlyú gépet. A fesztáv nem változott, viszont a szárnyfelület 45 m²-re, a hossz 16,83 méterre, a magasság 5,28 méterre nőtt. A hordozók hangárfedélzetén történő elhelyezést a külső, felhajtható szárnyrész könnyítette meg, ami a 11,3 méteres fesztávolságot 6,3 méterre csökkentette. Ugyanezt a célt szolgálta a hátrahajtható orrkúp. A sebesség fokozása érdekében a szárny csatlakozásától szűkített törzzsel készítették. A WT895-ös második és a WW134-es jelű harmadik prototípus is 1956 folyamán szállt fel először. A berepülések sikere után a flotta 100 darab F.1-es jelű és Scimitar hivatalos nevű gépet rendelt.

## Leírás

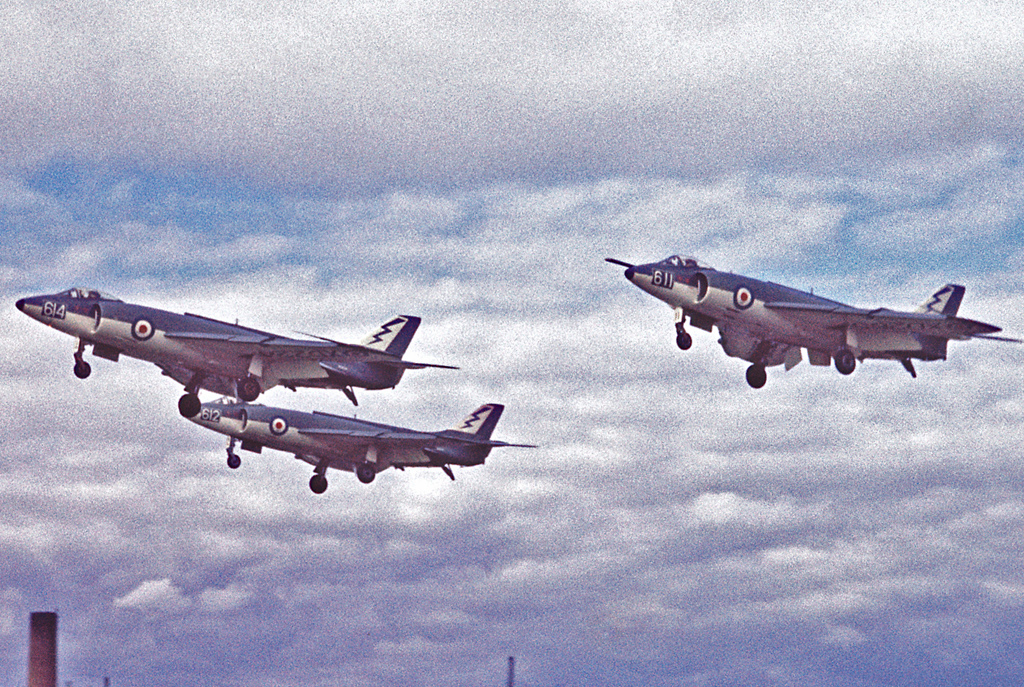
A 736. század Scimitar F.1 gépei az 1962-es farnborough-i légibemutatón

Az első szériában gyártott F.1-es 1957. január 11-én szállt fel. A gépekbe később Avon 202-es hajtóműveket építettek, melyek tolóereje egyenként 52,6 kN volt. Mivel a technika rohamléptekkel fejlődött, a flotta törölte az utolsó 24 gépre vonatkozó megrendelést, hiszen pilótái már javában repülték az utód Blackburn Buccaneert. A Scimitar fedélzeti gépágyúit a szárny alatt kialakított négy csomópontra függesztett, összesen 1,8 tonna fegyverzettel egészítették ki. A pilonokon 227 vagy 454 kilogrammos bombákat, rádióirányítású AGM–12 Bullpup levegő-föld osztályú irányított rakétákat vagy négyesével, összesen 16 darab 76,2 mm-es nemirányított rakétát szállíthatott. Önvédelemre négy AIM–9 Sidewinder infravörös önvezetésű légiharc-rakétát vihetett, de általában csak a két külső függesztési ponton, a belsőkre ugyanis 909 literes ledobható póttartályok kerültek. A belső függesztési pontok egyikén hordozott 25 kilotonna pusztító erejű, 800 kilogrammos tömegű OR 1127-es Red Beard nukleáris bombát egy póttartállyal ellensúlyozták a másik oldalon. A gép hatótávolsága négy póttartállyal megközelítette a 2300 kilométert. A Scimitar orrába nem került bonyolult lokátor, csak a kis magasságú bombázórendszer távolságmérő radarja. Később oda kamerákat is szereltek, melyekkel alkalmassá tették taktikai felderítésre.

## Alkalmazás

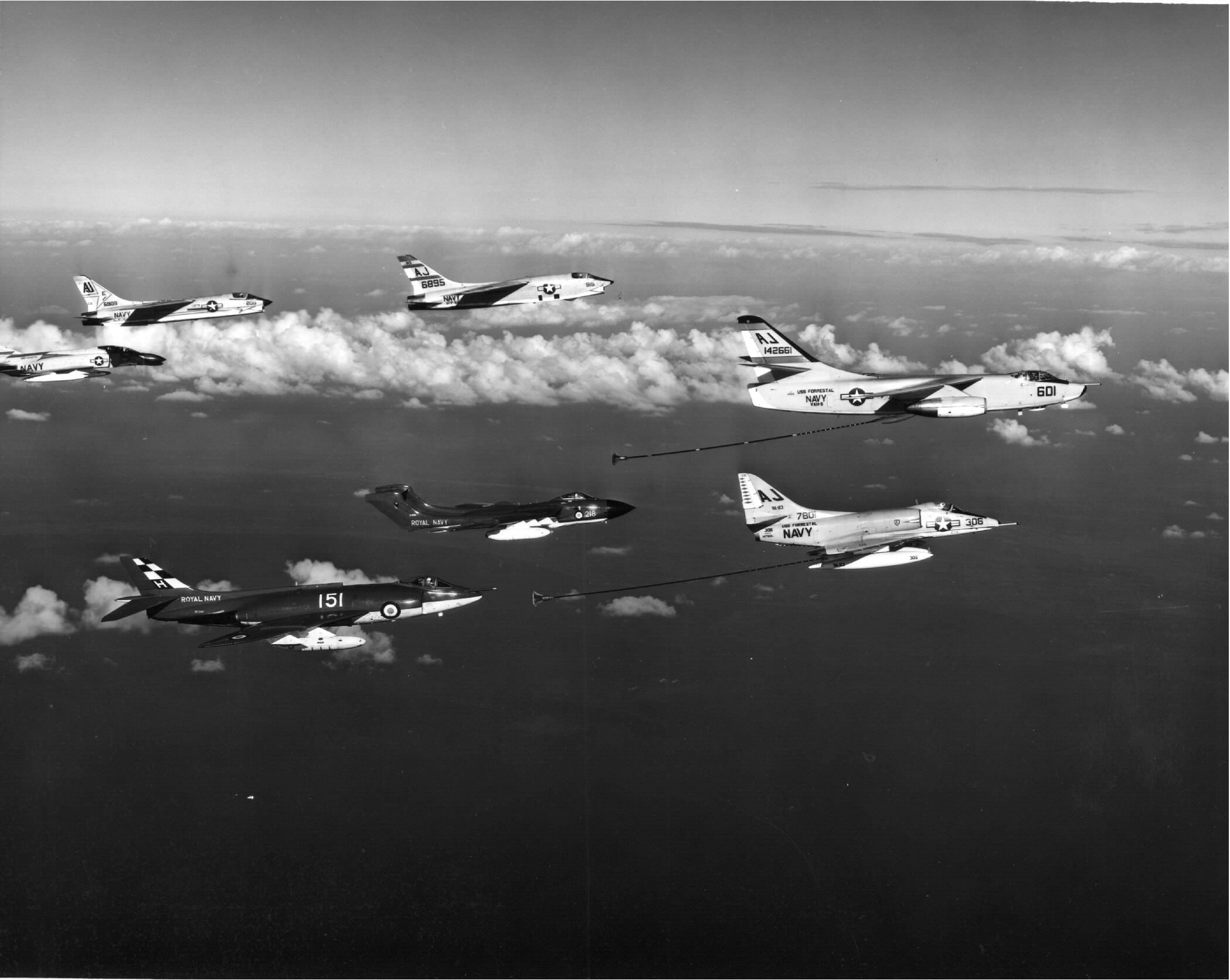
A 803. Naval Air Squadron egyik Scimitarje az amerikai haditengerészet néhány gépével a Földközi-tenger felett

A típus hadrendbe állításának idejében a Royal Navy alig néhány nagyobb méretű hordozóval rendelkezett. Legtöbbjük még így is kicsinek bizonyult a nagy méretű és súlyú Scimitar számára. A repülőgéppel a katasztrófák sora 1958-ban a Victorious hordozó fedélzetén kezdődött. Az áldozat akkor maga a 803. század parancsnoka, John Russell fregattkapitány volt, aki szeptember 25-én egy tökéletes leszállást követően egy fékezőkábel szakadása után a fedélzetről a tengerbe gurult, a beszorult fülketető miatt pedig nem jutott ki a gépből. Sőt, még a mentőhelikopterből leereszkedett, segítségére siető tengerész sem tudta kiszabadítani. A szerencsétlenséget ugyan a fékezőkábel szakadása okozta, de előhírnöke volt azon katasztrófák sorozatának, melyek után még további nyolc pilóta és 37 gép veszett oda.

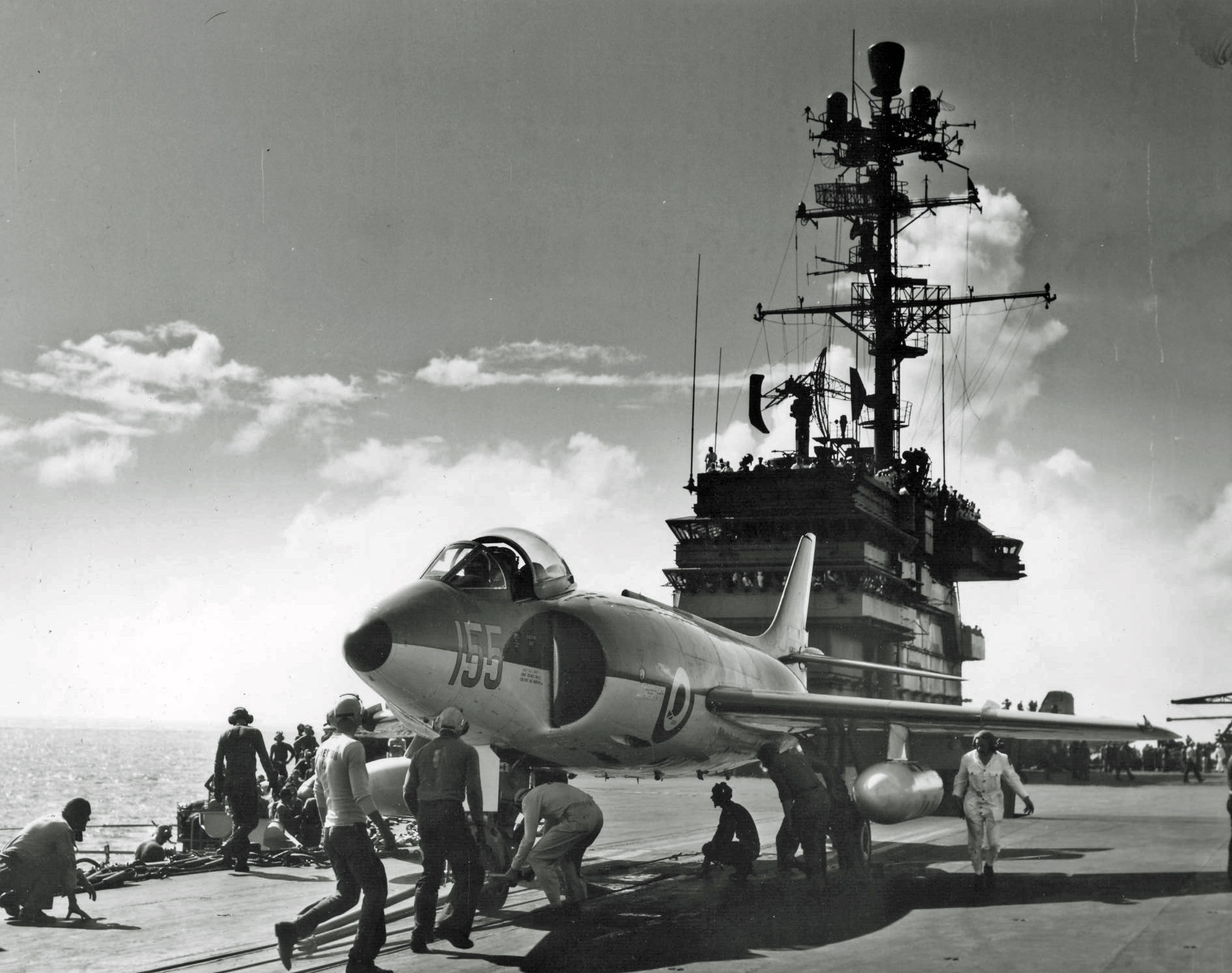
Scimitar a USS Saratoga fedélzetén, 1957 körül

A négy század gépei 1958 és 1966 között az Ark Royal, a Centaur, a Hermes és a Victorious hordozó fedélzetén szolgáltak. A Scimitarek első vonalbeli szolgálata mint csapásmérőké 1967-re véget ért. Hadrendben állásuk alatt éles harci bevetést nem teljesítettek a típussal. A harci alakulatoktól történt fokozatos kivonás azonban nem jelentette a típus eltűnését a hordozókról. A Buccaneer szolgálatba állított S.1-es verziójába ugyanis gyengébb hajtóművek kerültek, ezért a gépek a trópusokon teljes fegyverzettel csak úgy tudtak felszállni, hogy minimális mennyiségű üzemanyaggal startoltak. A szárny alá függesztett utántöltő-felszereléssel ellátott Scimitarek dolga volt levegőben való feltöltésük. Az 1964-ben létrehozott 800B jelű század két évig, az erősebb hajtóműves Buccaneer S.2-esek megjelenéséig repült ezzel a feladattal.

## Változatok

### Elődök
- Type 508 – Egyenes szárnyú kísérleti repülőgép.
- Type 529 – Egyenes szárnyú kísérleti repülőgép.
- Type 525 – Nyilazott szárnyú kísérleti repülőgép.

### Prototípusok
- Type 544 – A Scimitar F.1 prototípusa, melyet a Hursley Park-i Vickers-Armstrong Experimental Department gyártott.

### Szériatípus
- Scimitar F.1 – Együléses többfeladatú vadászgép, melyből 76 darabot gyártott a south marston-i Vickers-Armstrong. Az eredeti megrendelés 100 gépről szólt, azonban ezt a számot 1952-ben 76 darabra csökkentették.

## Üzemeltetők
Egyesült Királyság
- Brit Flottalégierő
  - 700X Naval Air Squadron
  - 736 Naval Air Squadron
  - 800 Naval Air Squadron
  - 803 Naval Air Squadron
  - 804 Naval Air Squadron
  - 807 Naval Air Squadron

## Túlélő példányok

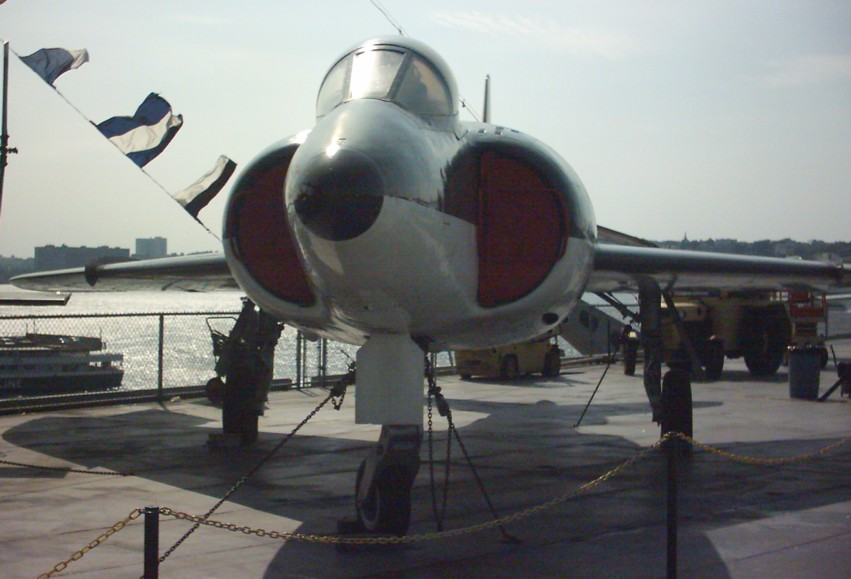
XD220 az Intrepid múzeumban

- Scimitar F.1 XD220 – Empire State Aerosciences Museum, New York, Amerikai Egyesült Államok.
- Scimitar F.1 XD317 – Fleet Air Arm Museum, Yeovilton, Anglia.
- Scimitar F.1 XD332 –– Solent Sky múzeum, Southampton, Anglia.

## Műszaki adatok (Scimitar F.1)

### Geometriai méretek és tömegadatok
- Hossz: 16,84 m
- Fesztávolság: 11,33 m
- Magasság: 5,28 m
- Szárnyfelület: 45,06 m²
- Üres tömeg: 10 869 kg
- Feltöltött tömeg: 15 513 kg

### Hajtóművek
- Hajtóművek száma: 2 darab
- Típusa: Rolls-Royce Avon 202 gázturbinás sugárhajtómű
- Maximális tolóerő: egyenként 50,1 kN

### Repülési adatok
- Legnagyobb sebesség: 1185 km/h
- Hatótávolság: 2289 km
- Szolgálati csúcsmagasság: 14 000 m

### Fegyverzet
- 4 darab 30 mm-es ADEN gépágyú, fegyverenként 160 darabos lőszerjavadalmazással
- 4 darab AGM–12 Bullpup levegő-föld vagy AIM–9 Sidewinder légiharc-rakéta vagy
- 4 darab 454 kg-os légibomba vagy
- legföljebb 16 darab nemirányított rakéta (pilononként négy)
- 1 darab Red Beard szabadeséses nukleáris bomba

## Fordítás
- Ez a szócikk részben vagy egészben  a   Supermarine Scimitar című angol Wikipédia-szócikk ezen változatának fordításán alapul.  Az eredeti cikk szerkesztőit annak laptörténete sorolja fel. Ez a jelzés csupán a megfogalmazás eredetét és a szerzői jogokat jelzi, nem szolgál a cikkben szereplő információk forrásmegjelöléseként.

### Hasonló repülőgépek
- F3H Demon